# Жёны футболистов
«Жёны футболистов» (англ. Footballers' Wives) — английский телевизионный сериал, который выходил с 8 января 2002 года по 14 апреля 2006 года на канале ITV.
В 2005—2006 годах на канале ITV2 выходил спин-офф «Footballers' Wives: Extra Time».

## Сюжет
Действие сериала разворачивается вокруг вымышленного футбольного клуба «Эрлс Парк», его игроков и их жён.

## Персонажи и актёры
| Актёр             | Роль          |
| ----------------- | ------------- |
| Джиллиан Тейлфорт | Джекки Пэско  |
| Зоэ Лаккер        | Таня Тёрнер   |
| Эллисон Ньюман    | Хейзел Бэйли  |
| Чед Шеферд        | Рон Бейтман   |
| Гэри Люси         | Кайл Пэско    |
| Джесси Бёрдселл   | Роджер Уэбб   |
| Льюисс Тилл       | Свифти        |
| Лейла Руасс       | Эмбер Гейтс   |
| Сара Бэрранд      | Шеннон Лоусон |

Среди приглашенных актёров — Джоан Коллинз (2 эпизода), Симона Брликова (2 эпизода), Кэти Прайс (1 эпизод) и другие.

## Номинации и награды
- 2004 — номинация на премию «National Television Awards» в категории «Лучшая популярная актриса» (Зоэ Лаккер).
- 2004 — номинация на премию «National Television Awards» в категории «Лучшая популярная драма».
- 2004 — премия «TV Quick Award» в категории «Лучшая актриса» (Зоэ Лаккер).
- 2005 — премия «TV Quick Award» в категории «Лучшая любовная драма».
- 2005 — номинация на премию «TV Quick Award» в категории «Лучшая актриса» (Зоэ Лаккер).